# بسکتبال خیابانی

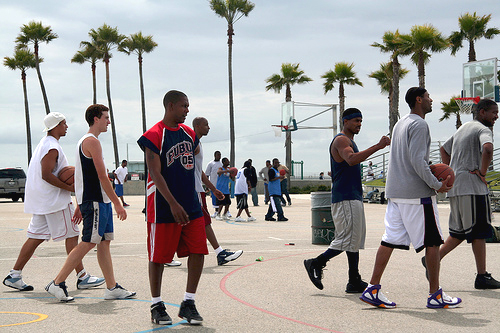
بسکتبال خیابانی در ایالات متحده

بسکتبال خیابانی یا استریت‌بال (به انگلیسی: Streetball) یکی از انواع ورزش بسکتبال است بدین صورت که به‌جای سالن این بازی در فضای باز، پارک، خیابان و ... انجام می‌شود و اینکه ویژگی قابل توجهی در اجرای قوانین دارد به این ترتیب، فرمت آن بیشتر به بازیکن اجازه می دهد به صورت عمومی مهارت‌های فردی خود را به نمایش بگذارند از تفاوت‌های اصلی این ورزش با بسکتبال این است که بازی تنها در یک حلقه صورت می‌گیرد.